# Jaroslav Kolbas
Jaroslav Kolbas (Trebišov, 10 gennaio 1985) è un calciatore slovacco, centrocampista del Kechnec.

## Carriera

### Club
Ha giocato nei campionati slovacco e greco.

### Nazionale
Ha collezionato 2 presenze con la propria nazionale, entrambe nel 2008.